# Samtgemeinde Gellersen
Samtgemeinde Gellersen er en Samtgemeinde ("fælleskommune" eller amt) i den vestligste del af Landkreis Lüneburg, beliggende vest for byen Lüneburg, i den tyske delstat Niedersachsen.
Administrationen ligger i byen Reppenstedt.

## Kommunerne i Samtgemeinde
Samtgemeinde Gellersen består af kommunerne:
- Kirchgellersen,
- Reppenstedt (med Dachtmissen),
- Südergellersen (med Heiligenthal)
- Westergellersen.